# Lgr 80
Lgr 80 (Läroplan för grundskolan 1980) kom 1980 och var en läroplan i Sverige för grundskolorna. 
Tanken var från början att läroplanen skulle stå färdig 1977 för att träda i kraft 1978. Detta blev dock försenat och läroplanen var klar först 1980. Bland annat återinfördes starten för engelskundervisningen till årskurs 4 i alla delar av Sverige.
Med läroplanen skrotade Sverige totalt betygen på de lägre stadierna, och betyg gavs nu bara i årskurs 8 och 9.